# Frank Glaubrecht
Frank Glaubrecht (* 15. Juli 1943 in Berlin) ist ein deutscher Schauspieler, Synchronsprecher, Synchronregisseur, Hörspiel-Sprecher und Hörbuchsprecher. Glaubrecht gehört zu den profiliertesten Sprechern im deutschsprachigen Raum. Seine Stimme ist vor allem durch zahlreiche Synchronisationen der Schauspieler Pierce Brosnan, Kevin Costner und Al Pacino bekannt.

## Leben und Wirken
Frank Glaubrecht wurde als Sohn eines Juristen und der Schauspielerin Ruth Nimbach geboren. Vorübergehend in Schweden lebend, wo Glaubrecht auch eingeschult wurde, begann er im Alter von zwölf Jahren für den Hörfunk zu arbeiten. Seine Schauspielausbildung absolvierte er an der Schauspielschule von Else Bongers in Berlin-West. 1959 debütierte er in der Rolle des Jürgen Borchert in dem Oscar-nominierten Anti-Kriegsfilm Die Brücke von Bernhard Wicki. Weitere Rollen übernahm er als Thomas Seibold in der 13-teiligen Familienserie Die Bräute meiner Söhne (1965) neben Ilse Werner und Ronald Nitschke, als Peter in der ebenfalls 13-teiligen ZDF-Serie Anker auf und Leinen los! (1968) neben Christa Siems und Heinz Engelmann sowie in den deutsch-italienischen Abenteuerfilmen Geheimcode: Wildgänse (1984) und Der Commander (1988).

### Synchronisation
Seit 1976 ist Glaubrecht umfangreich in der Filmsynchronisation tätig und einem breiten Publikum bekannt. Er gilt als deutsche Feststimme von Pierce Brosnan, Kevin Costner, Al Pacino und Christopher Walken. Zu seinen ersten Serienhauptrollen Ende der 1970er Jahre gehörten Paul Michael Glaser in Starsky & Hutch (1978), gefolgt von Robert Urich in Vegas (1980) und Spenser (1985), Jared Martin in Dallas (1981), Pierce Brosnan in Remington Steele (1985) und Gerald McRaney in Simon & Simon (1986).
In den 1990er und 2000er Jahren übernahm er unter anderem die Seriensynchronisation von Bob Morane in der gleichnamigen Zeichentrickproduktion, von Michael Nouri in O.C., California sowie von Peter Weller in 24 und Odyssey 5. Darüber hinaus lieh er wiederkehrend Filmschauspielern wie David Bowie, Paul Hogan, Jeremy Irons, Bill Nighy oder Sam Shepard seine Stimme. In den Star-Wars-Filmen Star Wars: Episode V – Das Imperium schlägt zurück, Star Wars: Episode VI – Die Rückkehr der Jedi-Ritter, Star Wars: Der Aufstieg Skywalkers und in der Serie Star Wars Rebels ist er zudem als Stimme von Billy Dee Williams (Lando Calrissian) zu hören. Er lieh in dem Film Dawn of the Dead von 1978 dem Schauspieler Scott H. Reiniger alias Roger seine Stimme. 2018 synchronisierte er die Rolle von Pierce Brosnan in Mamma Mia! Here We Go Again.
Glaubrecht führt Dialogregie für Fernsehserien wie Alias – Die Agentin und Desperate Housewives sowie für Kinoproduktionen wie Ripley’s Game. Ferner ist er als Übersetzer und Autor für englischsprachige und portugiesische Filme tätig. Neben Deutsch, Englisch und Portugiesisch spricht Glaubrecht Französisch, Italienisch, Schwedisch und Griechisch.

### Hörproduktionen
Parallel zu seiner Arbeit im Synchronatelier ist Glaubrecht seit Beginn der 2000er Jahre auch als Rezitator auf dem Hörbuchmarkt beschäftigt. Er interpretiert insbesondere Kriminalromane des isländischen Autors Arnaldur Indriðason, darunter:
- Nordermoor (2004, Lübbe Audio & Audible),
- Engelsstimme (2004),
- Menschensöhne (2005),
- Kältezone (2006), ¨
- Todeshauch (2006),
- Frostnacht (2007) und Todesrosen (2008).

Zu einer Auswahl weiterer von Glaubrecht vertonter Werke gehören Der Widersacher (1996) von Wolfgang Hohlbein, Das zweite Gedächtnis (2001, BookBeat) und Die Pfeiler der Macht (2007) von Ken Follett, Der mit dem Wolf tanzt (2007) von Michael Blake und Das Evangelium nach Matthäus, das er für die Deutsche Bibelgesellschaft las.
Bekannt ist Glaubrechts Stimme zudem durch die von Bastei-Lübbe vertriebene Hörspielserie Geisterjäger John Sinclair, in der er in allen seit 2000 erschienenen Folgen die Rolle der gleichnamigen Hauptfigur bis zur Folge 100 sprach, seine Nachfolge trat Dietmar Wunder an, der John Sinclair auch in den Sinclair Classics-Folgen spricht. 
In Oliver Dörings Star-Wars-Film-Hörspielen ist Glaubrecht ebenso als Lando Calrissian zu hören (Erzähler: Joachim Kerzel). 
Gastrollen übernahm Glaubrecht unter anderem in den vom Maritim Verlag publizierten Reihen Sherlock Holmes (2004) und Meister des Schreckens (2004), in der Jason Dark Reihe Psycho Cop (2007) und in der Neuauflage der von Europa produzierten Hörspielserie Hui Buh (2008). Von 2012 bis 2014 sprach Glaubrecht wieder eine alte Rolle und zwar erneut Lando Calrissian in der Vertonung der Thrawn-Trilogie.
Neben seiner Tätigkeit als Synchron- und Hörspielsprecher wird Frank Glaubrecht regelmäßig als Off-Sprecher für Dokumentarfilme eingesetzt, darunter in mehreren Episoden der ZDF-Informationsreihe Terra X. Zudem lieh er dem Musikprojekt E Nomine seine Stimme.

## Sonstiges
Fluggäste des Flughafens Köln/Bonn werden bei ihrer Ankunft mit der Durchsage Willkommen in Bonn – Köln/Bonn von Glaubrechts Stimme begrüßt, in Anlehnung an seine Synchronisation des ehemaligen Bond-Darstellers Pierce Brosnan und das damit verbundene Zitat Mein Name ist Bond – James Bond. Diese Tatsache integrierte der Komiker Bastian Pastewka in seine gleichnamige Fernsehserie Pastewka. Außerdem war es seine erste richtige Antwort bei Genial Daneben, in der Folge 370 vom 28. März 2009.

## Filmografie (Auswahl)
- 1959: Die Brücke als Jürgen Borchert
- 1962: Ich bin auch nur eine Frau als Heinz Feldmann
- 1963: Die Mondvögel als Roussau
- 1964: Pension Spreewitz als Peter
- 1965: Jedermannstraße 11 als Thomas Müller
- 1965: Es geschah in Berlin: Als gestohlen gemeldet...als Dieter
- 1965–1966: Die Bräute meiner Söhne als Thomas Seibold
- 1967: Liebesgeschichten als Soldat Tarzan
- 1967: Dreizehn Briefe als Walter
- 1968: Anker auf und Leinen los! als Peter
- 1969: Rat mal, wer heut bei uns schläft als Frank Haller
- 1969: Die liebestollen Baronessen als Frank
- 1972: Ich. Das Abenteuer, heute eine Frau zu sein als Carl
- 1972: Viola und Sebastian als Sebastian
- 1972: Zum zweiten Frühstück: Heiße Liebe als Reporter
- 1973: Algebra um Acht (Folge: Die Bedingung)
- 1982: Direktion City (Folge: Augen rechts! als Ralf Gärtner)
- 1984: Geheimcode: Wildgänse (Arcobaleno Selvaggio (Wild Rainbow)) als Stone
- 1988: Der Commander als Lennox

## Computerspiele
- 2013: The Raven: Vermächtnis eines Meisterdiebs (Clive Inch)